# Roger Rinderknecht
Roger Rinderknecht (Winterthur, 4 de mayo de 1981) es un deportista suizo que compite en ciclismo, en las modalidades de montaña y BMX.
Ganó 4 medallas en el Campeonato Mundial de Ciclismo de Montaña entre los años 2006 y 2012, en la prueba de campo a través para 4 y una medalla de oro en el Campeonato Europeo de Ciclismo de Montaña de 2009.

## Palmarés internacional
| Campeonato Mundial | Campeonato Mundial           | Campeonato Mundial | Campeonato Mundial    |
| Año                | Lugar                        | Medalla            | Competición           |
| ------------------ | ---------------------------- | ------------------ | --------------------- |
| 2006               | Rotorua (Nueva Zelanda)      | Medalla de plata   | Campo a través para 4 |
| 2008               | Val di Sole (Italia)         | Medalla de plata   | Campo a través para 4 |
| 2011               | Champéry (Suiza)             | Medalla de plata   | Campo a través para 4 |
| 2012               | Leogang/Saalfelden (Austria) | Medalla de oro     | Campo a través para 4 |
| Campeonato Europeo |                              |                    |                       |
| Año                | Lugar                        | Medalla            | Competición           |
| 2009               | Ajdovščina (Eslovenia)       | Medalla de oro     | Campo a través para 4 |